# Friseboda
Friseboda este o arie protejată (arie specială de conservare — SAC, sit de importanță comunitară — SCI) din Suedia întinsă pe o suprafață de 272,8 ha, integral pe uscat.

## Localizare
Centrul sitului Friseboda este situat la coordonatele 55°48′12″N 14°12′11″E / 55.8033°N 14.2031°E.

## Înființare
Situl Friseboda a fost declarat sit de importanță comunitară în ianuarie 1997 pentru a proteja un număr necunoscut de specii din flora spontană și fauna sălbatică aflate în arealul zonei. Situl a fost protejat și ca arie specială de conservare în martie 2011.

## Biodiversitate
Situată în ecoregiunile continentală și marină baltică, aria protejată conține 4 habitate naturale: Dune împădurite din regiunile atlantică, continentală și boreală, Dune mobile cu vegetație embrionară, Dune de coastă fixe cu vegetație erbacee („dune gri”), Dune mobile de-a lungul țărmului cu Ammophila arenaria („dune albe”).
La baza desemnării sitului se află un număr nedeclarat de specii protejate.